# Liste der Nummer-eins-Hits in Frankreich (1991)
Diese Liste enthält alle Nummer-eins-Hits in Frankreich im Jahr 1991. Es gab in diesem Jahr elf Nummer-eins-Singles und acht Nummer-eins-Alben.
| Singles | Alben |
| --- | --- |
| - Mecano – Une femme avec une femme - 7 Wochen (15. November 1990 – 10. Januar 1991, insgesamt 8 Wochen; → 1990) - François Feldman – Petit Frank (noevelle Version) - 3 Wochen (11. Januar – 17. Januar) - Enigma – Sadeness (Part I) - 1 Woche (18. Januar – 24. Januar, insgesamt 6 Wochen) - Félix Gray & Didier Barbelivien – Il faut laisser le temps au temps - 2 Wochen (25. Januar – 7. Februar) - Enigma – Sadeness Part I - 5 Wochen (8. Februar – 14. März, insgesamt 6 Wochen) - Scorpions – Wind of Change - 7 Wochen (15. März – 2. Mai) - Mylène Farmer – Désenchantée - 9 Wochen (3. Mai – 4. Juli) - Les Inconnus – Auteuil neuilly passy - 3 Wochen (5. Juli – 25. Juli) - Lafag' – La zoubida - 1 Woche (26. Juli – 1. August, insgesamt 10 Wochen) - Zucchero & Paul Young – Senza una donna (Without a Woman) - 1 Woche (2. August – 8. August, insgesamt 2 Wochen) - Lafag' - La zoubida - 7 Wochen (9. August – 26. September, insgesamt 10 Wochen) - Zucchero & Paul Young – Senza una donna (Without a Woman) - 1 Woche (27. September – 3. Oktober, insgesamt 2 Wochen) - Lafag' - La zoubida - 2 Wochen (4. Oktober – 17. Oktober, insgesamt 10 Wochen) - Bryan Adams – (Everything I Do) I Do It For You - 8 Wochen (18. Oktober – 12. Dezember) - Patrick Bruel – Qui a le droit ... (live) - 6 Wochen (13. Dezember 1991 – 21. Januar 1992, insgesamt 7 Wochen; → 1992) | - Patrick Bruel – Alors regarde - 10 Wochen (25. Oktober 1990 – 3. Januar 1991, insgesamt 16 Wochen) - Fredericks Goldman Jones – Fredericks Goldman Jones - 8 Wochen (4. Januar – 28. Februar) - Enigma – MCMXC AD - 4 Wochen (1. März – 28. März) - Patrick Bruel – Alors regarde - 6 Wochen (29. März – 9. Mai, insgesamt 16 Wochen) - Mylène Farmer – L'autre - 20 Wochen (10. Mai – 26. September) - R.E.M. – Out Of Time - 2 Wochen (27. September – 10. Oktober) - Dire Straits – On Every Street - 6 Wochen (11. Oktober – 21. November) - Jean Ferrat – Dans la jungle ou dans le zoo - 2 Wochen (22. November – 5. Dezember) - Patrick Bruel – Si ce soir ... - 8 Wochen (6. Dezember 1991 – 28. Januar 1992) |